# 双曲线
在数学中，双曲线（英語：hyperbola，意思是超过、超出）是定义为平面交截直角圆锥面的两半的一类圆锥曲线。
它还可以定义为与两个固定的点（称为焦点）的距离差是常数的点的轨迹。这个固定的距离差是{\displaystyle a}的两倍，这里的{\displaystyle a}是从双曲线的中心到双曲线最近的分支的顶点的距离。{\displaystyle a}还称为双曲线的半实轴。焦点位于贯轴上，它们的中间点称为中心。
从代数上说，双曲线是在笛卡尔平面上由如下方程定义的曲线
{\displaystyle Ax^{2}+Bxy+Cy^{2}+Dx+Ey+F=0}
使得{\displaystyle B^{2}>4AC}，这裡的所有系数都是实数，并存在定义在双曲线上的点对{\displaystyle (x,y)}的多于一个的解。
在笛卡尔坐标平面上，两个互为倒数的变量的图像是双曲线。

## 定义
上面已经列出：
- 平面切直角圆锥面的两半的交截线。

共轭单位直角双曲线

- 与两个固定点（称为焦点）距离差为常数的点的轨迹。
- 到一个焦点的距离和到一条直线（称为准线）的距离的比例是大于{\displaystyle 1}的常数的点的轨迹。这个常数称为双曲线的离心率。

双曲线由分开两个焦点的两个分离的称为臂或分支的曲线构成。随着到焦点的距离的变大，双曲线就越逼近称为渐近线的两条线。渐近线交叉于双曲线的中点，并对于东西开口的双曲线有斜率{\displaystyle \pm {\frac {b}{a}}}，对于北南开口的双曲线有斜率{\displaystyle \pm {\frac {a}{b}}}。
双曲线有个性質，出自一个焦点的射线反射于双曲线后看起来像是出自另一个焦点。
双曲线的一个特殊情况是“等轴”或“直角”双曲线，它的渐近线交于直角。以坐标轴作为渐近线的直角双曲线由方程{\displaystyle xy=c}给出，这裡的{\displaystyle c}是常数。
如果对双曲线方程交换{\displaystyle x}和{\displaystyle y}，得到它的共轭双曲线。共轭双曲线有同样的渐近线。

## 笛卡尔坐标
中心位于{\displaystyle (h,k)}的左右开口的双曲线：
{\displaystyle {\frac {\left(x-h\right)^{2}}{a^{2}}}-{\frac {\left(y-k\right)^{2}}{b^{2}}}=1}
中心位于{\displaystyle (h,k)}的上下开口的双曲线：
{\displaystyle {\frac {\left(y-k\right)^{2}}{a^{2}}}-{\frac {\left(x-h\right)^{2}}{b^{2}}}=1}
实轴贯穿双曲线的中心并交双曲线两臂于它们的顶点。焦点位于双曲线实轴的延长线上。虚轴贯穿双曲线中点并垂直于实轴。
在两个公式中，{\displaystyle a}是半实轴（在双曲线两臂之间沿着实轴测量的距离），而{\displaystyle b}是半虚轴。
如果用双曲线的两个顶点的切线交渐近线形成一个矩形，在切线上的两边的长度是{\displaystyle 2b}，平行于实轴的两边的长度是{\displaystyle 2a}，注意{\displaystyle b}可以大于{\displaystyle a}。
如果计算从双曲线上任意准线上的点到每个焦点的距离，这两个距离的差的绝对值总是{\displaystyle 2a}。

直角双曲线的图像。

离心率给出自：
{\displaystyle e={\sqrt {1+{\frac {b^{2}}{a^{2}}}}}}
左右开口的双曲线的焦点是：{\displaystyle \left(h\pm c,k\right)}，其中c给出自{\displaystyle c^{2}=a^{2}+b^{2}}。
上下开口的双曲线的焦点是：{\displaystyle \left(h,k\pm c\right)}，其中c给出自{\displaystyle c^{2}=a^{2}+b^{2}}。

### 等軸雙曲線
等轴双曲线的实轴与虚轴长相等，即{\displaystyle 2a=2b}且{\displaystyle e={\sqrt {2}}}，此时渐近线方程为{\displaystyle y=\pm x}（无论焦点在{\displaystyle x}轴还是{\displaystyle y}轴）。
单位双曲线属于等轴双曲线，且半实轴和半虚轴的长均为{\displaystyle 1}，即{\displaystyle a=b=1}，满足方程：
{\displaystyle x^{2}-y^{2}=1}或{\displaystyle y^{2}-x^{2}=1}。
对于以直线{\displaystyle x=h}和直线{\displaystyle y=k}为渐近线的直角双曲线：
{\displaystyle (x-h)(y-k)=c}
这种双曲线最简单的例子是：
{\displaystyle y={\frac {m}{x}}}

### 共軛雙曲線
當双曲线{\displaystyle S'}的实轴是双曲线{\displaystyle S}的虚轴，且双曲线{\displaystyle S'}的虚轴是双曲线{\displaystyle S}的实轴时，称双曲线{\displaystyle S'}与双曲线{\displaystyle S}为共轭双曲线。若{\displaystyle S}的方程為
{\displaystyle {\frac {x^{2}}{a^{2}}}-{\frac {y^{2}}{b^{2}}}=1,}
則{\displaystyle S'}的方程為
{\displaystyle {\frac {y^{2}}{b^{2}}}-{\frac {x^{2}}{a^{2}}}=1.}
其特点為：
1. 共渐近线，与渐近线平行的直线和双曲线有且只有一个交点。
2. 焦距相等。
3. 两双曲线的离心率平方后的倒数相加等于{\displaystyle 1}。

## 极坐标
左右开口的双曲线：
{\displaystyle r^{2}=a^{2}\sec {2}\theta }
上下开口的双曲线：
{\displaystyle r^{2}=-a^{2}\sec {2}\theta }
上右下左开口的双曲线：
{\displaystyle r^{2}=a^{2}\csc {2}\theta }
上左下右开口的双曲线：
{\displaystyle r^{2}=-a^{2}\csc {2}\theta }
在所有公式中，中心在极点，而{\displaystyle a}是半实轴和半虚轴。

## 双曲线的参数方程
如同正弦和余弦函数给出椭圆的参数方程，双曲函数给出双曲线的参数方程。
左右开口的双曲线：
{\displaystyle {\begin{cases}x=a\sec {t}+h\\y=b\tan {t}+k\\\end{cases}}}
或
{\displaystyle {\begin{cases}x=a\cosh {t}+h\\y=b\sinh {t}+k\\\end{cases}}}
上下开口的双曲线：
{\displaystyle {\begin{cases}x=b\tan {t}+h\\y=a\sec {t}+k\\\end{cases}}}
或
{\displaystyle {\begin{cases}x=b\sinh {t}+h\\y=a\cosh {t}+k\\\end{cases}}}
在所有公式中，{\displaystyle (h,k)}是双曲线的中点，{\displaystyle a}是半实轴而{\displaystyle b}是半虚轴。

## 双曲线的标准方程
焦点在{\displaystyle x}轴：{\displaystyle {\frac {x^{2}}{a^{2}}}-{\frac {y^{2}}{b^{2}}}=1}
焦点在{\displaystyle y}轴：{\displaystyle {\frac {y^{2}}{a^{2}}}-{\frac {x^{2}}{b^{2}}}=1}

## 双曲线的渐近线方程
焦線平行於{\displaystyle x}轴：{\displaystyle y=\pm {\frac {b}{a}}x}
焦線平行於{\displaystyle y}轴：{\displaystyle y=\pm {\frac {a}{b}}x}

## 圆锥曲线方程
{\displaystyle \rho ={\frac {ep}{1+e\cos \theta }}}
当{\displaystyle e>1}时，表示双曲线。其中{\displaystyle p}为焦点到准线距离，{\displaystyle \theta }为弦与{\displaystyle x}轴夹角。